# 2023年スペイングランプリ
2023年スペイングランプリ（英:  2023 Spanish Grand Prix ）は、2023年のF1世界選手権の第8戦として、2023年6月4日にカタロニア・サーキットにて開催。
正式名称は「Fomula 1 AWS Gran Premio De España 2023」。

## 背景
コースレイアウト
2月にFIAからコースレイアウト変更の承認を受けたため、最後2つのコーナーは2006年以前と同じレイアウトとなる。最終コーナー手前のシケインを使用する従来のレイアウトでは、メインストレートでのオーバーテイクのチャンスが低かったため、高速化とレイアウトの変更を求めていた。レイアウト変更に伴い、バリアの設置やランオフエリアの拡大、新たなフェンスなどが設置される。また、コース長は数m短くなり4.657kmとなる。
タイヤ
ピレリが持ち込んだドライ用タイヤのコンパウンドはハード（白）：C1、ミディアム（黄）：C2、ソフト（赤）：C3のハード寄りの組み合わせ。提供されるセット数はハード2、ミディアム3、ソフト8。また、第11戦イギリスグランプリで新たなスリックタイヤの導入が予定されることに伴い、フリー走行用のテストタイヤが2セット提供された。
| ドライ用   | ドライ用       | ドライ用   | ウェット用           | ウェット用   |
| C1         | C2             | C3         | インターミディエイト | フルウェット |
| ---------- | -------------- | ---------- | -------------------- | ------------ |
| （ハード） | （ミディアム） | （ソフト） | （小雨用）           | （大雨用）   |
DRS：2箇所※（　）内は検知ポイント
- DRS1：ターン9より40m先から（ターン9より86m手前）
- DRS2：ターン16より57m先から（セーフティカーライン1）

## フリー走行
FP1
2023年6月2日 13:30 CEST(UTC+2)
トップはマックス・フェルスタッペン、2番手はセルジオ・ペレス、3番手にエステバン・オコンが続いた。セッション序盤は半分以上のマシンがテストタイヤを装着して周回を重ねた。セッション中盤では多くのマシンが通常のミディアムタイヤに履き替え、終盤は各車ソフトタイヤを履いてアタックを行った。
FP2
2023年6月2日 17:00 CEST(UTC+2)
トップはフェルスタッペン、2番手はフェルナンド・アロンソ、3番手にニコ・ヒュルケンベルグが続いた。セッション後半は各車ユーズドのソフトタイヤを用いてロングランを行った。
FP3
2023年6月3日 12:30 CEST(UTC+2)
トップはフェルスタッペン、2番手はペレス、3番手にルイス・ハミルトンが続いた。開始8分過ぎよりコース上で降雨が見られるようになり、直後にローガン・サージェントが最終コーナーでコースアウトしたためセッションは赤旗中断となった。残り43分で再開されたが、トラックはウエットコンディションとなり各車インターミディエイトタイヤで走行を重ねた。

## 予選
2023年6月3日 16:00 CEST(UTC+2)(文章の出典 )

ポールはマックス・フェルスタッペンでシーズン4度目の獲得。2番手にカルロス・サインツ、3番手にランド・ノリスが続いた。
Q1では小雨が降る中、バルテリ・ボッタスが単独スピンからコースオフし、残り14分13秒というところで赤旗中断となる。小雨が止んだ6分後にセッションが再開される。シャルル・ルクレールは最終アタックにてトラックリミット違反でタイム抹消となり、ボッタス、ケビン・マグヌッセン、ウィリアムズ勢とともに敗退となった。Q2ではセルジオ・ペレス、ジョージ・ラッセル、周冠宇とアルファタウリ勢が敗退となった。Q3ではフェルスタッペンがセッション序盤に2番手以下を1秒近く突き放す1分12秒272をマークしこのままポールポジションを獲得した。またQ3を4番手で終えたピエール・ガスリーは、Q1でサインツに、Q2でフェルスタッペンを不必要に妨害したとしてそれぞれ3グリッド降格のペナルティを受けた。

### 予選結果
| 順位                | No. | ドライバー                 | コンストラクター                        | Q1       | Q2       | Q3       | Grid |
| ------------------- | --- | -------------------------- | --------------------------------------- | -------- | -------- | -------- | ---- |
| 1                   | 1   | マックス・フェルスタッペン | レッドブル-ホンダ・RBPT                 | 1:13.615 | 1:12.760 | 1:12.272 | 1    |
| 2                   | 55  | カルロス・サインツ         | フェラーリ                              | 1:13.411 | 1:12.790 | 1:12.734 | 2    |
| 3                   | 4   | ランド・ノリス             | マクラーレン-メルセデス                 | 1:13.295 | 1:12.776 | 1:12.792 | 3    |
| 4                   | 10  | ピエール・ガスリー         | アルピーヌ-ルノー                       | 1:13.471 | 1:13.186 | 1:12.816 | 10   |
| 5                   | 44  | ルイス・ハミルトン         | メルセデス                              | 1:12.937 | 1:12.999 | 1:12.818 | 4    |
| 6                   | 18  | ランス・ストロール         | アストンマーティン・アラムコ-メルセデス | 1:13.766 | 1:13.082 | 1:12.994 | 5    |
| 7                   | 31  | エステバン・オコン         | アルピーヌ-ルノー                       | 1:13.433 | 1:13.001 | 1:13.083 | 6    |
| 8                   | 27  | ニコ・ヒュルケンベルグ     | ハース-フェラーリ                       | 1:13.420 | 1:13.283 | 1:13.229 | 7    |
| 9                   | 14  | フェルナンド・アロンソ     | アストンマーティン・アラムコ-メルセデス | 1:13.747 | 1:13.098 | 1:13.507 | 8    |
| 10                  | 81  | オスカー・ピアストリ       | マクラーレン-メルセデス                 | 1:13.691 | 1:13.059 | 1:13.682 | 9    |
| 11                  | 11  | セルジオ・ペレス           | レッドブル-ホンダ・RBPT                 | 1:13.874 | 1:13.334 |          | 11   |
| 12                  | 63  | ジョージ・ラッセル         | メルセデス                              | 1:13.326 | 1:13.447 |          | 12   |
| 13                  | 24  | 周冠宇                     | アルファロメオ-フェラーリ               | 1:13.677 | 1:13.521 |          | 13   |
| 14                  | 21  | ニック・デ・フリース       | アルファタウリ-ホンダ・RBPT             | 1:13.581 | 1:14.083 |          | 14   |
| 15                  | 22  | 角田裕毅                   | アルファタウリ-ホンダ・RBPT             | 1:13.862 | 1:14.477 |          | 15   |
| 16                  | 77  | バルテリ・ボッタス         | アルファロメオ-フェラーリ               | 1:13.977 |          |          | 16   |
| 17                  | 20  | ケビン・マグヌッセン       | ハース-フェラーリ                       | 1:14.042 |          |          | 17   |
| 18                  | 23  | アレクサンダー・アルボン   | ウィリアムズ-メルセデス                 | 1:14.063 |          |          | 18   |
| 19                  | 16  | シャルル・ルクレール       | フェラーリ                              | 1:14.079 |          |          | 19   |
| 20                  | 2   | ローガン・サージェント     | ウィリアムズ-メルセデス                 | 1:14.699 |          |          | 20   |
| 107% time: 1:18.042 |     |                            |                                         |          |          |          |      |
| ソース:             |     |                            |                                         |          |          |          |      |

- ^1 - ガスリーは予選中に他車を妨害したため計6グリッド降格のペナルティ[9]。

## 決勝
2023年6月3日 15:00 CEST(UTC+2)